# Písac
Písac è un villaggio peruviano situato nella Valle sacra, sul fiume Urubamba.

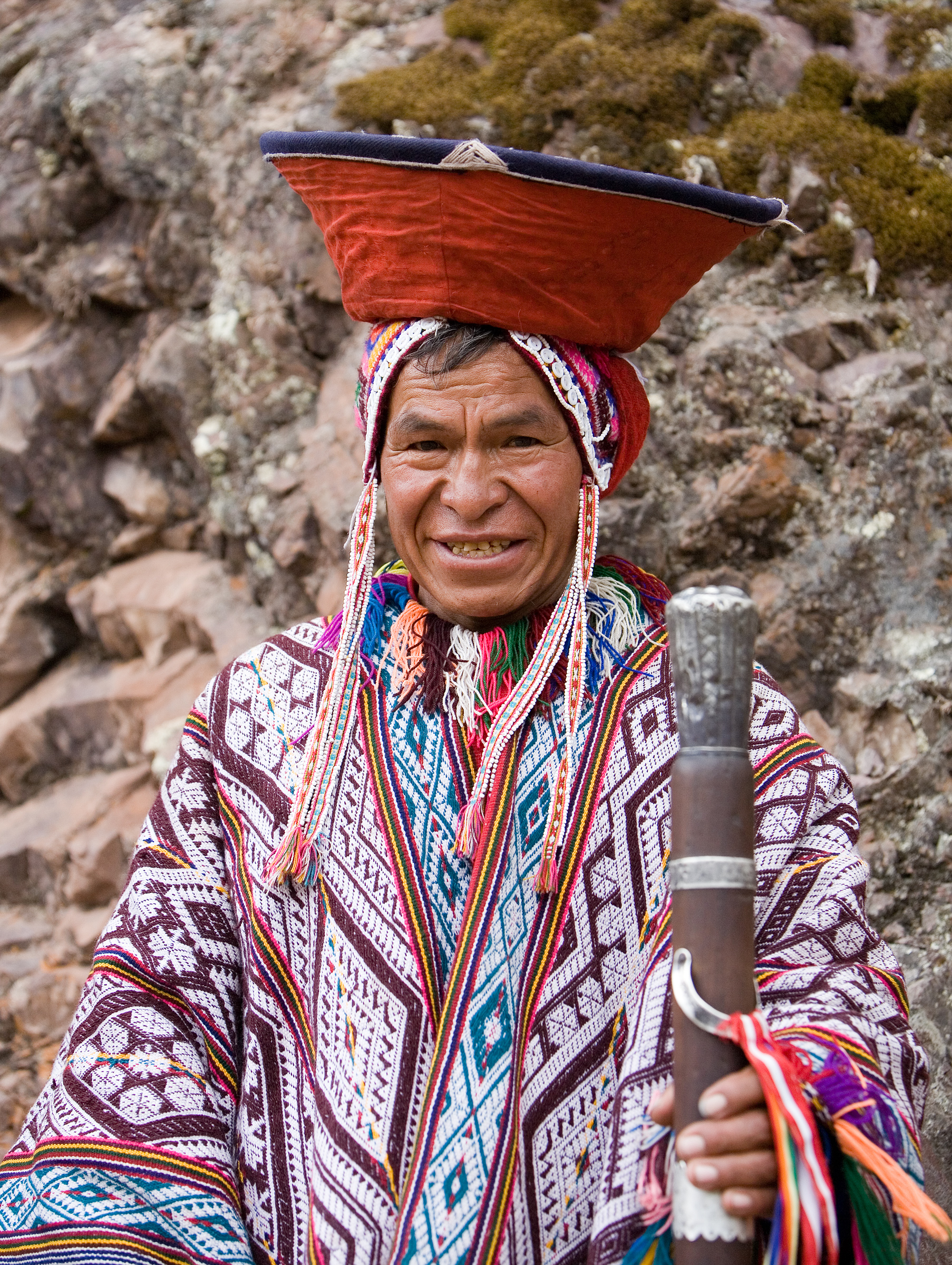
Pisac: un uomo nel costume tradizionale andino

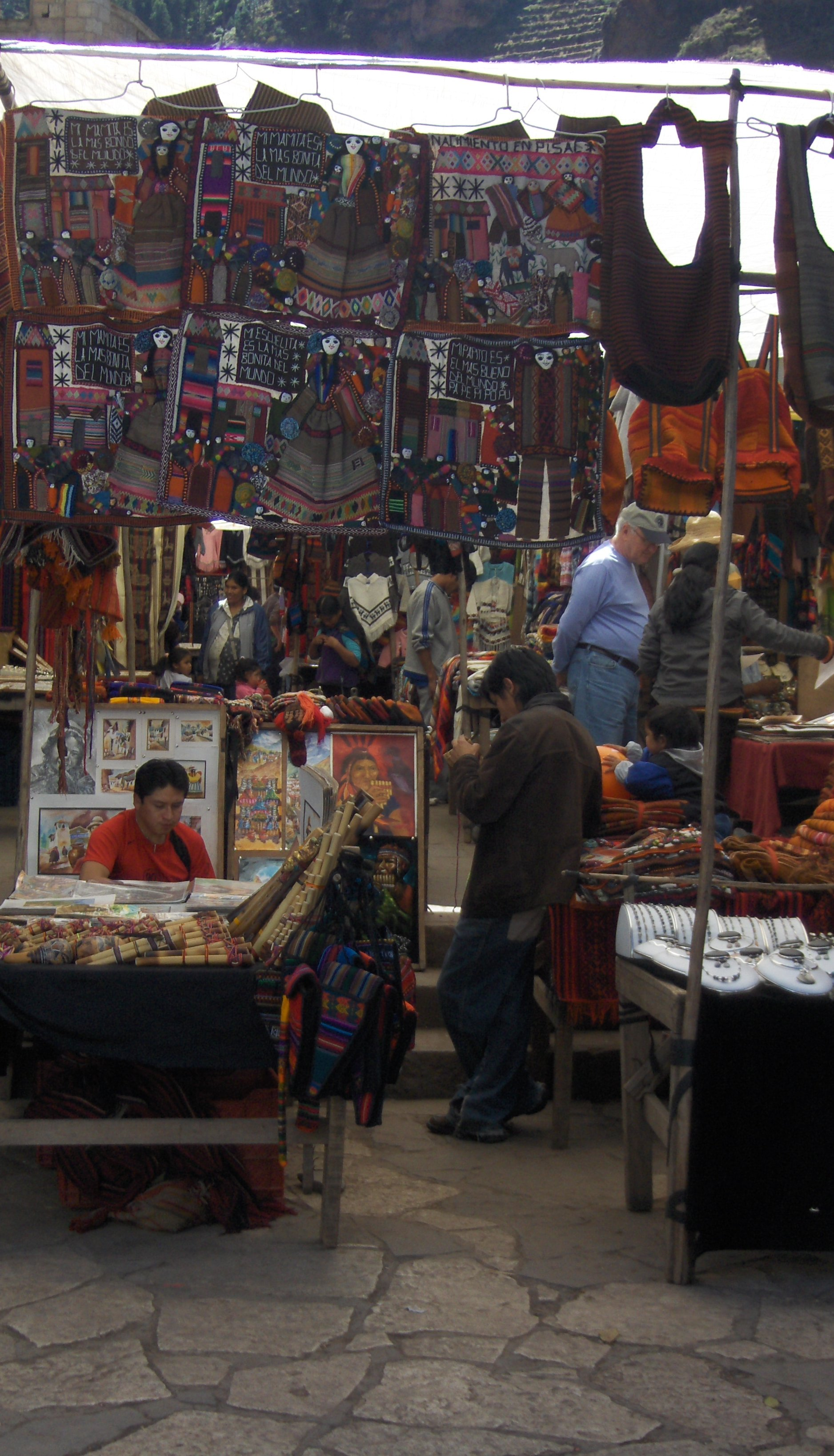
Il mercato di Pisac offre soprattutto artigianato andino

Il villaggio è famoso soprattutto per il mercato che si tiene ogni domenica, martedì e giovedì, un evento che attrae molti turisti dalla vicina Cuzco. Una delle principali attrazioni è un grande albero pisonay che domina la piazza centrale. Anche il santuario di Huanca, sede di pellegrinaggi in settembre, si trova vicino a questo villaggio. 
L'area è famosa anche per le sue rovine inca, note come Písac Inca, situate in cima ad una collina all'entrata della valle. Le rovine sono divise in quattro blocchi: Pisaqa, Intihuatana, Q'allaqasa e Kinchiracay. Intihuatana comprende numerosi bagni e templi. Il Tempio del Sole, affioramento vulcanico scolpito in onore del Sole (o Inti), è il suo centro, e gli angoli alla sua base fanno ipotizzare che avesse una qualche funzione astronomica. Q'allaqasa, eretta su uno sperone naturale che domina la valle, è nota come la cittadella.

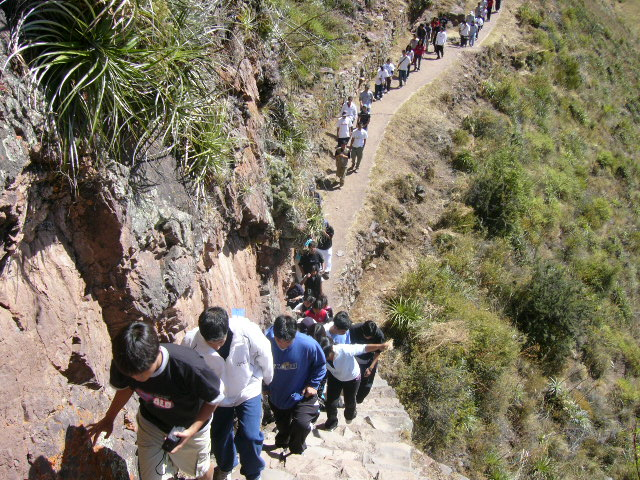
Sentiero pedonale a Pisac

Sul fianco della collina si trovano terrazze costruite dagli Inca ed ancora attualmente in uso. Queste terrazze furono costruite prelevando a mano il terreno più ricco dalle pianure sottostanti. Questo meccanismo permise alle antiche popolazioni di produrre molto più cibo di quanto sarebbe normalmente possibile ad un'altitudine di 3600 metri. Grazie a strutture militari, religiose ed agricole, il sito aveva un triplice obbiettivo. Si crede che Písac difendesse l'entrata meridionale della Valle sacra, mentre Choquequirao controllava l'ingresso occidentale e la fortezza di Ollantaytambo quello settentrionale. 

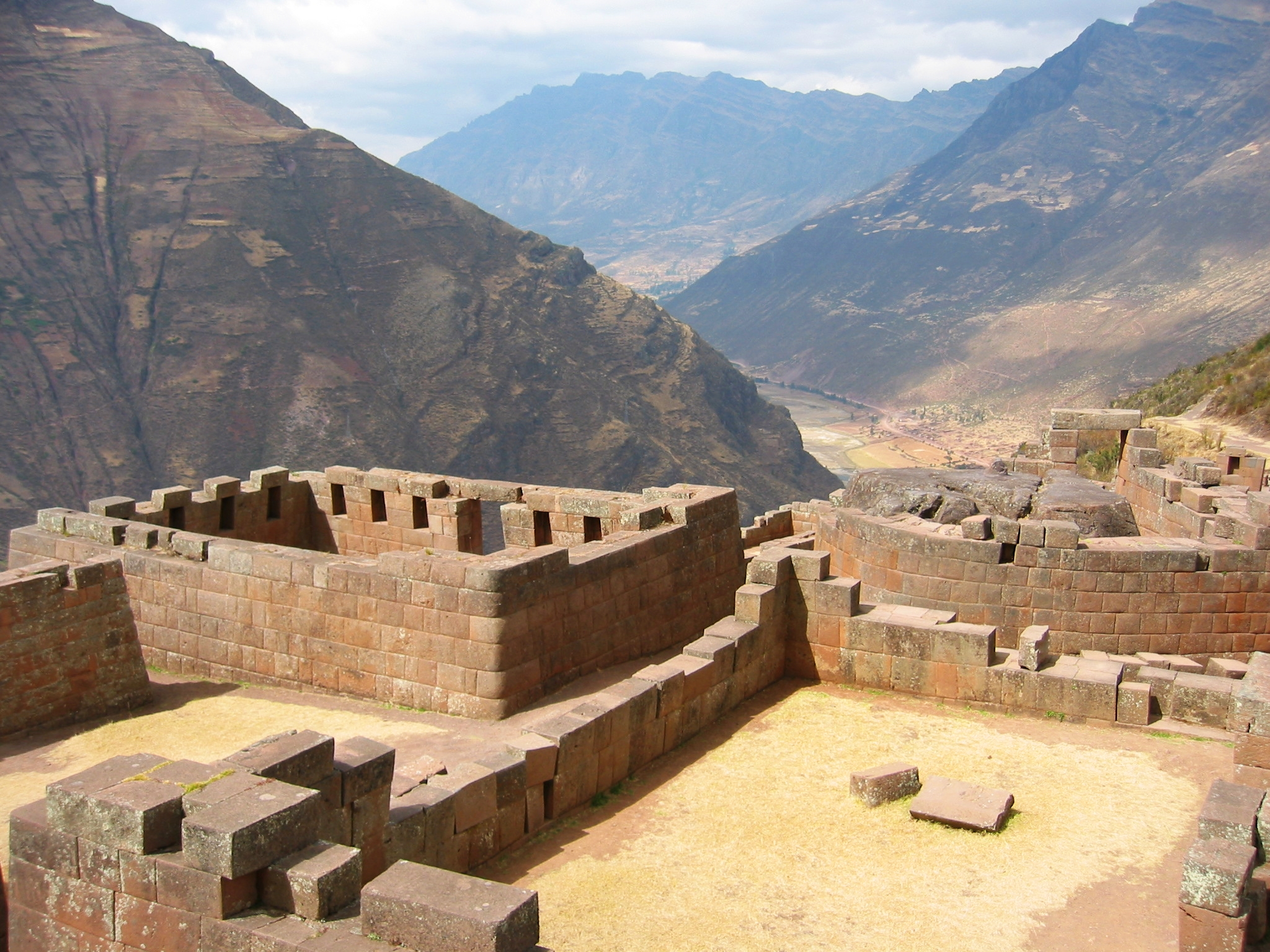
Panorama della Sacred Valley visto da Intihuatana. Il Tempio del Sole venne chiuso ai turisti dopo il furto di un blocco di pietra

La Pisac inca controllava una strada che collegava l'impero inca al confine della foresta pluviale. Secondo Kim MacQuarrie, i Pachacuti costruivano molti centri dopo aver conquistato altri popoli, per ricordare le vittorie. Tra questi centri ci sarebbero Pisac (a memoria della vittoria sui Cuyos), Ollantaytambo (per quella sui Tambos) e Machu Picchu (per la conquista della valle di Vilcabamba). Altri storici ipotizzano che Pisac sarebbe stata fondata per proteggere Cuzco dai possibili attacchi degli Antis. In verità non si conosce la data di fondazione di Pisac. Non sembra essere stata abitata da etnie pre-incaiche, per cui la sua nascita è probabilmente posteriore al 1440. Fu distrutta da Francisco Pizarro e dai conquistadores verso il 1530. L'attuale città di Pisac fu fondata dal viceré Toledo più in profondità nella valle, attorno al 1570.
Si pensa che le più strette terrazze presenti sotto alla cittadella rappresentino l'ala di una starna (pisaca), da cui deriverebbe il nome del villaggio e delle relative rovine. Questi stessi uccelli sono molto comuni nella zona, soprattutto al crepuscolo.